# 华阳体育馆
24°31′11″N 117°38′16″E / 24.519825°N 117.637691°E
华阳体育馆是一座位于福建省漳州市芗城区的体育馆，靠近漳州职业技术学院。由台商王永庆捐资5500万元建成的。该馆占地面积31202平方米，建筑面积13100平方米，馆内以篮球场为主，也可进行排球、羽毛球、网球、乒乓球、体操、击剑、舞蹈等体育项目的训练或比赛使用。此外，也可用于举办大型歌舞、音乐会、文艺演出及庆典等大型公共活动。

## 建馆过程
台塑集团董事长王永庆投资漳州后，得知漳州高校园区因经济困难，未能建起大型体育馆，就捐出巨资投建这座高水准的体育馆。该馆交由上海同济大学建筑设计研究院设计，于2004年8月20日开工建设，历经1年7个月的施工，于2006年3月基本完成。2006年4月10日，体育馆正式落成，王永庆亲自为该馆题写馆名，以示祝贺。而刚刚回到漳州集训的中国女排，也于当日在体育馆内进行了一场表演赛。
该体育馆主体建筑采用两片张开的银灰色屋面，蕴含腾飞寓意，造型富有动感，并与建设中的漳州体育馆连成一体，构成漳州市的体育中心。